# Principato di Mingrelia
Il Principato di Mingrelia (in georgiano სამეგრელოს სამთავრო?, samegrelos samtavro), noto anche come Odishi e come Samegrelo, era uno stato storico della Georgia governato dalla dinastia dei Dadiani.

## Storia
Il principato è sorto dopo un patto di non aggressione e da un successivo trattato firmato da  Costantino II di Kartli (1447-1505), Alessandro di Cachezia e Qvarqvare II, atabag di Samtshke, che ha diviso la Georgia in tre regni e un certo numero di principati. Mingrelia fu fondata come Principato indipendente nel 1557 con Levan I Dadiani che fungeva da mtavari (Principe) ereditario. Rimase indipendente fino a quando non divenne soggetto alla Russia imperiale nel 1803. Ciò è avvenuto dopo aver firmato un trattato di patronato con l'Impero russo, che è stato concluso in cambio della protezione russa contro le vessazioni dei più potenti vicini di Mingrelia, Imeretia e Abkhazia. Il principato alla fine terminò quando il principe Niko Dadiani fu deposto, e il principato abolito, dalla Russia nel 1867. Il principe Niko rinunciò ufficialmente ai suoi diritti al trono nel 1868 e lo stato divenne un distretto russo fino al 1917.